# كينغستون (جزيرة نورفولك)

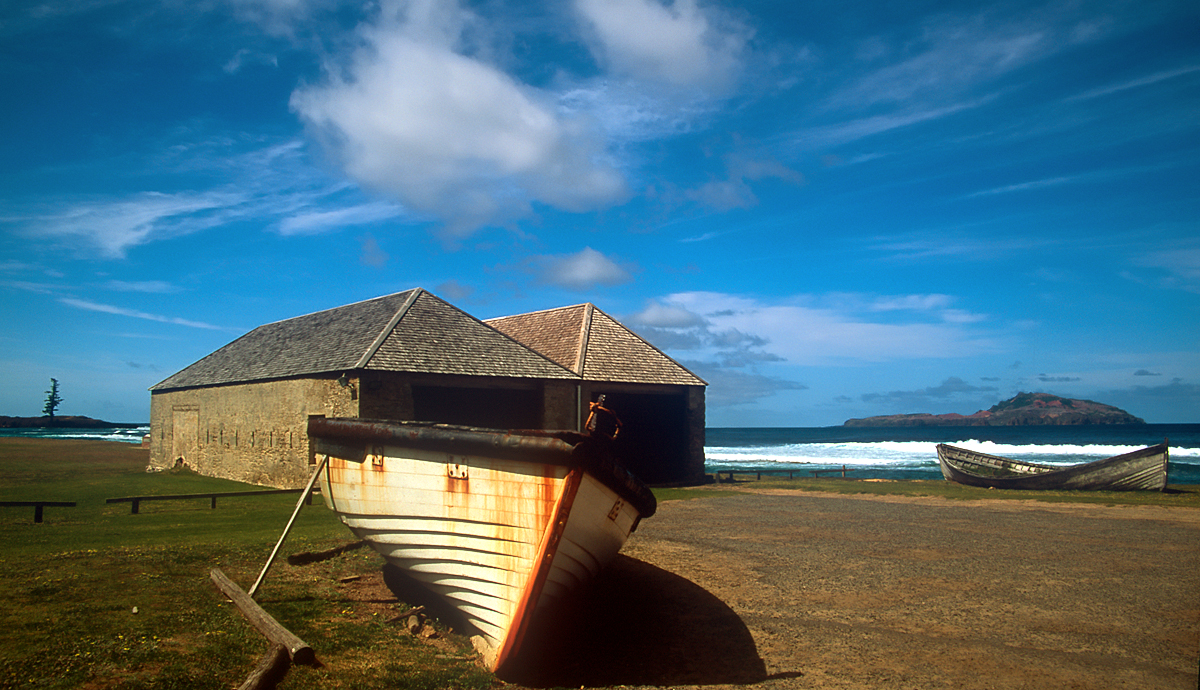
منظر في كينغستون

كينغستون هي عاصمة جزيرة نورفولك الواقعة في جنوب غرب المحيط الهادي، ولكنها ليست أكبر مدينة في جزيرة نورفولك، بل أكبر مدينة فيها هي بيرنت باين.